# Charonne (Seine)
Charonne je bývalá obec bývalého departementu Seine, která existovala v letech 1790 až 1859 před rozšířením Paříže. Poté hlavní město pohltilo většinu jejího území, zbytek byl připojen k městům Montreuil a Bagnolet.

## Poloha
Obec Charonne byla od svého vzniku součástí departementu Seine. Nejprve byla začleněna do okresu Saint-Denis, přejmenovaného na okres Franciade v kantonu Belleville. V roce 1800 byly okresy nahrazeny arrondissementy a obec Charonne byla zahrnuta do arrondissementu Saint-Denis a kantonu Pantin.
| Růžice kompasu | Belleville | Belleville, Bagnolet | Bagnolet            | Růžice kompasu |
| Růžice kompasu | Paříž      | Sever                | Bagnolet, Montreuil | Růžice kompasu |
| Růžice kompasu | Paříž      | Charonne             | Bagnolet, Montreuil | Růžice kompasu |
| Růžice kompasu | Paříž      | Jih                  | Bagnolet, Montreuil | Růžice kompasu |
| Růžice kompasu | Paříž      | Saint-Mandé          | Saint-Mandé         | Růžice kompasu |

## Historie
Původ názvu obce není znám. První písemná zmínka o panství Charonne pochází z roku 1008, kdy jeho práva a pozemky postoupil král Robert II. klášteru Saint-Magloire, které si je ponechalo až do roku 1576. Vévodkyně z Orléans získala panství v roce 1643 a darovala jej kongregaci Notre-Dame-de-la-Paix, která ho vlastnila až do roku 1681. Vesnice Charonne byla rozdělena na dvě části:
- Grand Charonne, která odpovídala středu obce, na křižovatce dnešní rue Saint-Blaise a rue de Bagnolet u kostela Saint-Germain
- Petit Charonne, která se nacházela podél silnice z Montreuil (dnešní rue d'Avron) směrem k náměstí Place du Trône (dnešnínáměstí Place de la Nation)

Kopec Charonne, který se nacházel v bezprostřední blízkosti Paříže, byl využíván pro odpočinek. Na úpatí kopce koupil bohatý obchodník jménem Régnault de Wandonne v roce 1430 pozemky a postavil zde letohrádek nazvaný Folie-Regnault (který dal jméno rue de la Folie-Regnault). Tuto oblast zvanou Mont-Louis koupili jezuité, aby z ní udělali místo odpočinku a rekonvalescence, kde žil zejména François d'Aix de La Chaise. Na východ od města byl v 17. století rozšířen Château de Bagnolet a jeho zahrady v 18. století. Château de Charonne ležel u rue de Bagnolet, kam vedla jeho brána.
Šibenice se nacházela mimo město, směrem k současné rue de la Justice.
Po vybudování hradeb byla obec přístupná několika bránami:
- Barrière des Amandiers (Place Auguste-Métivier)
- Barrière d'Aunay
- Barrière des Rats
- Barrière de Fontarabie, na silnici do Bagnolet (dnes rue de Bagnolet)
- Barrière de Montreuil, na silnici do Montreuil (dnes rue d'Avron)
- Barrière du Trône, která se nacházela v Saint-Mandé, poblíž rue de Lagny

V důsledku císařského výnosu o pohřbívání z 12. června 1804 vzniklo několik hřbitovů mimo hranice hlavního města. Hřbitov Père-Lachaise byl otevřen na bývalém pozemku jezuitů.
Thiersovy hradby postavené v letech 1841-1844 rozdělily obec na dvě části, přičemž většina obce se ocitla uvnitř hradeb. Obec byla přístupná z Porte de Ménilmontant (rue du Surmelin), Porte de Bagnolet (rue de Bagnolet) a Porte de Montreuil (dnešní rue d'Avron). Hradby byly doplněny železniční tratí Petite Ceinture, která byla uvedena do provozu 25. března 1854 mezi La Chapelle a Bercy.
Zákon z 16. června 1859 zrušil obec, která byla následně rozdělena mezi několik obcí. Většina území obce, která se nacházela uvnitř hradeb, byla začleněna do Paříže. Zbytek území, nacházející se extra muros, byl rozdělen mezi města Montreuil a Bagnolet. Po stržení Thiersových hradeb v roce 1919 bylo území připojené k těmto dvěma obcím nacházející se v zóně non aedificandi připojeno k Paříži dekrety z 27. července 1930. Na tomto místě byl později vybudován pařížský okruh.
Část začleněná do Paříže tvoří hlavní část 20. obvodu, ale je rozdělena mezi několik správních čtvrtí:
- Charonne
- Père-Lachaise
- Saint-Fargeau

## Pozoruhodná místa a památky
- Kostel Saint-Germain de Charonne
- Hřbitov Père-Lachaise a Kaple Père-Lachaise
- hřbitov Charonne
- Zámek Bagnolet
- Réservoir de Charonne